# CALHM2
CALHM2 (англ. Calcium homeostasis modulator family member 2) – білок, який кодується однойменним геном, розташованим у людей на 10-й хромосомі. Довжина поліпептидного ланцюга білка становить 323 амінокислот, а молекулярна маса — 36 175.
| 10         |  | 20         |  | 30         |  | 40         |  | 50         |
| ---------- |  | ---------- |  | ---------- |  | ---------- |  | ---------- |
| MAALIAENFR |  | FLSLFFKSKD |  | VMIFNGLVAL |  | GTVGSQELFS |  | VVAFHCPCSP |
| ARNYLYGLAA |  | IGVPALVLFI |  | IGIILNNHTW |  | NLVAECQHRR |  | TKNCSAAPTF |
| LLLSSILGRA |  | AVAPVTWSVI |  | SLLRGEAYVC |  | ALSEFVDPSS |  | LTAREEHFPS |
| AHATEILARF |  | PCKENPDNLS |  | DFREEVSRRL |  | RYESQLFGWL |  | LIGVVAILVF |
| LTKCLKHYCS |  | PLSYRQEAYW |  | AQYRANEDQL |  | FQRTAEVHSR |  | VLAANNVRRF |
| FGFVALNKDD |  | EELIANFPVE |  | GTQPRPQWNA |  | ITGVYLYREN |  | QGLPLYSRLH |
| KWAQGLAGNG |  | AAPDNVEMAL |  | LPS        |  |            |  |            |

A: Аланін

C: Цистеїн

D: Аспарагінова кислота

E: Глутамінова кислота

F: Фенілаланін

G: Гліцин

H: Гістидин

I: Ізолейцин

K: Лізин

L: Лейцин

M: Метіонін

N: Аспарагін

P: Пролін

Q: Глутамін

R: Аргінін

S: Серин

T: Треонін

V: Валін

W: Триптофан

Кодований геном білок за функцією належить до іонних каналів. 
Задіяний у таких біологічних процесах, як транспорт іонів, транспорт, альтернативний сплайсинг. 
Локалізований у мембрані.